# Grand Prix moto de France 1980
Le Grand Prix moto de France 1980 est la troisième manche du Championnat du monde de vitesse moto 1980. La compétition s'est déroulée du 23 au 25 mai 1980 sur le Circuit Paul Ricard au Castellet. C'est la 46e édition du Grand Prix moto de France et la 24e édition comptant pour le championnat du monde.

## Résultats des 500 cm³
| Pos  | Pilote            | Moto     | Temps/Écart     | Points |
| ---- | ----------------- | -------- | --------------- | ------ |
| 1    | Kenny Roberts     | Yamaha   | 44 min 13 s 980 | 15     |
| 2    | Randy Mamola      | Suzuki   | + 5 s 380       | 12     |
| 3    | Marco Lucchinelli | Suzuki   | + 5 s 790       | 10     |
| 4    | Graziano Rossi    | Suzuki   | + 45 s 900      | 8      |
| 5    | Graeme Crosby     | Suzuki   | + 53 s 870      | 6      |
| 6    | Takazumi Katayama | Suzuki   | + 55 s 190      | 5      |
| 7    | Michel Rougerie   | Suzuki   | +1 min 07 s 860 | 4      |
| 8    | Kork Ballington   | Kawasaki | +1 min 10 s 250 | 3      |
| 9    | Johnny Cecotto    | Yamaha   | +1 min 12 s 950 | 2      |
| 10   | Patrick Pons      | Yamaha   | +1 min 13 s 500 | 1      |
| 11   | Raymond Roche     | Yamaha   | Dans le tour    |        |
| 12   | Sadao Asami       | Yamaha   | Dans le tour    |        |
| 13   | Carlo Perugini    | Suzuki   | +1 min 13 s 500 |        |
| 14   | Seppo Rossi       | Suzuki   | Dans le tour    |        |
| 15   | Bernard Fau       | Suzuki   | Dans le tour    |        |
| Nc.  | Barry Sheene      | Yamaha   | Non classé      |        |
| Abd. | ...               | ...      |                 |        |

## Résultats des 350 cm³
| Pos | Pilote              | Moto     | Temps | Points |
| --- | ------------------- | -------- | ----- | ------ |
| 1   | Jonnie Ekerold      | Kawasaki | ?     | 15     |
| 2   | Johnny Cecotto      | Yamaha   | + ?   | 12     |
| 3   | Eric Saul           | Yamaha   | + ?   | 10     |
| 4   | Anton Mang          | Kawasaki | + ?   | 8      |
| 5   | Jean-François Baldé | Kawasaki | + ?   | 6      |
| 6   | Walter Villa        | Yamaha   | + ?   | 5      |
| 7   | Massimo Matteoni    | Rieju    | + ?   | 4      |
| 8   | Jacques Cornu       | Yamaha   | + ?v  | 3      |
| 9   | Carlo Perugini      | Rieju    | + ?   | 2      |
| 10  | Roland Freymond     | Yamaha   | + ?   | 1      |
| 11  | ...                 | ...      |       |        |

## Résultats des 250 cm³
| Pos | Pilote          | Moto       | Temps           | Points |
| --- | --------------- | ---------- | --------------- | ------ |
| 1   | Kork Ballington | Kawasaki   | 42 min 49 s 720 | 15     |
| 2   | Anton Mang      | Kawasaki   | + 1 s 800       | 12     |
| 3   | Thierry Espié   | Yamaha     | + 7 s 920       | 10     |
| 4   | Roland Freymond | Morbidelli | + 8 s 680       | 8      |
| 5   | Eric Saul       | Yamaha     | + 10 s 510      | 6      |
| 6   | Jacques Cornu   | Yamaha     | + 20 s 350      | 5      |
| 7   | Carlos Lavado   | Yamaha     | + 28 s 110      | 4      |
| 8   | R. Sibille      | Yamaha     | + 30 s 930      | 3      |
| 9   | Paolo Ferretti  | Yamaha     | + 41 s 860      | 2      |
| 10  | A. Gouin        | Yamaha     | + 42 s 320      | 1      |
| 11  | ...             | ...        |                 |        |

## Résultats des 125 cm³
| Pos | Pilote              | Moto      | Temps           | Points |
| --- | ------------------- | --------- | --------------- | ------ |
| 1   | Angel Nieto         | Minarelli | 42 min 23 s 020 | 15     |
| 2   | Pier Paolo Bianchi  | MBA       | + 1 s 730       | 12     |
| 3   | Loris Reggiani      | Minarelli | + 40 s 700      | 10     |
| 4   | Y. Dupont           | MBA       | + 49 s 240      | 8      |
| 5   | Hans Müller         | MBA       | + 53 s 620      | 6      |
| 6   | Barry Smith         | MBA       | + 54 s 200      | 5      |
| 7   | Gianpaolo Marchetti | MBA       | + 55 s 470      | 4      |
| 8   | Peter Looijensteijn | MBA       | + 56 s 900      | 3      |
| 9   | Eugenio Lazzarini   | MBA       | + 58 s 000      | 2      |
| 10  | Jean-Claude Selini  | MBA       | +1 min 15 s 570 | 1      |
| 11  | ...                 | ...       |                 |        |